# Jean-Philippe Doux
Jean-Philippe Doux, né le 3 février 1972 à Bar-le-Duc (Meuse), est un animateur de radio et de télévision français.
Il fut d'abord chroniqueur News tous les soirs sur M6 dans 100 % Mag présenté par Estelle Denis puis Faustine Bollaert. De septembre 2016 à juin 2017, il fut chroniqueur dans l’émission Il en pense quoi Camille ? sur C8. De 2017 à 2018, il a coanimé Le Réveil Chérie avec Stéphanie Loire sur Chérie FM.
Il intervient dans Ça commence aujourd'hui aux côtés de Faustine Bollaert sur France 2 depuis la rentrée 2017.
Depuis mars 2019, il intervient en tant que chroniqueur dans l'émission Carréments Bien[s] sur TFX.

## Avant l'antenne
Avant d’être chroniqueur, Jean-Philippe Doux commence en étant monteur et cameraman intermittent. En 1994, il est engagé par M6 pour participer à l'ouverture de l'antenne régionale de Nancy en tant que JRI (Journaliste Reporter d'Images). En 1998, il est envoyé en Martinique pour appuyer la rédaction de la chaîne locale ATV (Antilles Télévision) auprès de la présentatrice Audrey Pulvar, avant d'intégrer la rédaction nationale de M6 où il alternera la présentation des journaux matinaux M6 Express (en voix off) et les reportages pour le 6 minutes. En juillet 2001 et juillet 2002, la chaîne lui confie également la présentation des programmes courts sur le Tour de France à la voile diffusés après la quotidienne de Loft Story.

## Le début de l’antenne
Il débute véritablement à l'antenne sur M6 en présentant le flash info du Morning Live, de 7 h à 9 h, dès la naissance de l'émission en juillet 2000. Surnommé « le roi de la transition » par Michaël Youn, il présentera les JT de la Matinale pendant 5 ans (également pour C'est pas trop tôt), tout en assurant des reportages pour le 6 minutes. On le voit notamment au Kosovo, et à New York pour couvrir les attentats du World Trade Center.
En 2005, il intègre la rédaction sportive de la chaîne et présente le magazine hebdomadaire 100 % Girondins pour la saison 2005-2006.
Repéré par Estelle Denis, il la rejoint en septembre 2006 en tant que rédacteur en chef et chroniqueur « Insolite » de 100 % Foot sur M6. Il est aussi l'envoyé spécial de M6 auprès de l'équipe de France de football pour la Coupe du monde de 2006 en Allemagne et l'Euro 2008 en Suisse. Homme de terrain pour France-Roumanie et France-Italie avec Thierry Roland et Frank Lebœuf, en direct sur M6, c'est lui qui interroge Raymond Domenech au moment de la demande en mariage.
En 2008, il crée la nouvelle chaîne des Girondins de Bordeaux, Girondins TV où il animera de nombreuses émissions, et commentera tous les matches de la saison avec Marius Trésor.
De retour à Paris en 2009, après le titre de champion de France remporté par les joueurs de Laurent Blanc, il devient rédacteur en chef de Turbo sur M6, avant d'être appelé par Estelle Denis pour une chronique quotidienne dans 100 % Mag jusqu'en 2015. Lors de l'Euro 2012, alors qu'il n'était pas prévu dans le dispositif, il commente le match Suède – Angleterre sur M6 avec Jean-Marc Ferreri à la suite du forfait de Thierry Roland.
Entre 2015 et 2016, il intervient sur la chaîne M6 Boutique & Co et est joker de David Lantin, dans "Absolument Stars". En parallèle, il coordonne également les émissions de poker pour les chaînes du groupe M6.
Il devient chroniqueur dans Il en pense quoi Camille ? sur C8 le 29 septembre 2016 et jusqu'en juin 2017.
Depuis septembre 2017, il co-anime Le Réveil Chérie avec Stéphanie Loire sur Chérie FM. Par ailleurs, il retrouve Faustine Bollaert sur France 2 dans l'émission Ça commence aujourd'hui. Le 15 juin 2018, on apprend que Jean-Philippe Doux n'animera plus la matinale sur Chérie à la rentrée, Christophe Nicolas récupérant l'émission.

## Vie privée
Il se marie avec Solène Chavanne, comédienne et présentatrice de télévision, le 1er juin 2013, et est le père de deux garçons.